# Friedrich Maurer (Mediziner)

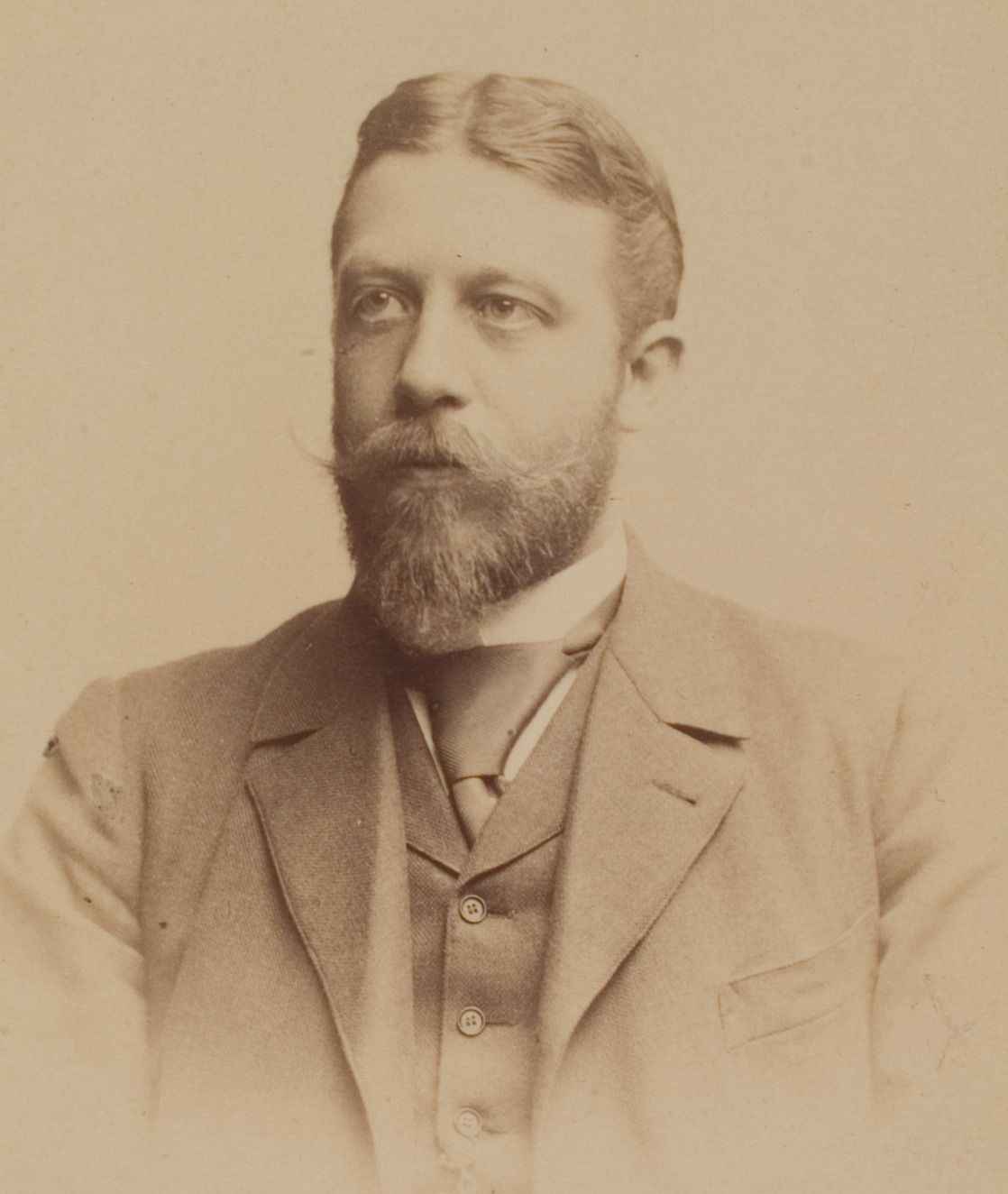
Friedrich Maurer, vor 1902

Friedrich Wilhelm Carl Alexander Adolf Maurer (* 10. Oktober 1859 in Gießen; † 8. Juli 1936 in Jena) war ein deutscher Anatom.

## Leben
Friedrich „Friedel“ Maurer wurde als Sohn des Staatsanwalts und späteren Oberlandesgerichtsrates Wilhelm Ludwig Maurer (* 20. Oktober 1825 in Darmstadt; † 5. Februar 1906 ebenda) und dessen Frau Sidonie Scharfenberg (* 15. September 1834 in Michelstadt i. Odw.; † 31. Mai 1903 in Darmstadt) geboren.
1871 begann er ein Medizinstudium an der Ruprecht-Karls-Universität Heidelberg. Ab Ostern 1881 studierte Maurer an der Universität Leipzig. Nach Heidelberg zurückgekehrt absolvierte er 1883 seine medizinische Staatsprüfung und wurde im selben Jahr zum Doktor der Medizin promoviert. Nebenbei hatte er vom 4. Januar 1883 bis zum 1. August 1884 als Assistent beim Anatomen Oscar Hertwig in Jena gewirkt und war vom 1. Oktober 1884 bis 1. Oktober 1888 als Assistent von Gegenbaur in Heidelberg tätig. Am 1. Oktober 1888 habilitierte sich Maurer in Heidelberg, wurde Ostern 1893 außerordentlicher Professor und vertrat die Professur von Gegenbaur bis zum 1. April 1900. Am 1. April 1901 übernahm er die ordentliche Professur der Anatomie an der Universität Jena und wurde damit verbunden Direktor der anatomischen Anstalt in Jena.
Am 22. Juli 1908 ernannte man ihn zum geheimen Hofrat, er wurde am 31. August 1910 Ritter des Herzoglichen Ernestischen Hausordens und wurde am 24. Dezember 1913 Kommandeur des Ordens vom weißen Falken. Zudem beteiligte er sich an den organisatorischen Aufgaben der Jenaer Hochschule und war im Wintersemester 1906, im Jahr 1917/18 Rektor der Salana. 1898 wurde er Mitglied der Deutschen Akademie der Naturforscher Leopoldina. 1932 wurde er aus seiner Professur emeritiert und verstarb vier Jahre später an seiner letzten Wirkungsstätte. Maurer war Herausgeber der Jenaischen Zeitschrift für Naturwissenschaften und machte sich vor allem durch seine morphologischen Arbeiten einen Namen.

## Familie
Maurer verheiratete sich am 13. August 1894 in Heidelberg mit Marie Fremery (* 13. April 1875 in Crimmitschau;) die Tochter des Kaufmanns Christian Fremery (* 17. März 1840 in Aachen; † 5. Mai 1885 in Heidelberg) und dessen Frau Marie Brünninghausen (* 8. November 1842 in Köln; † 29. Juni 1900 in Heidelberg). Aus der Ehe stammen Kinder. Von diesen kennt man:
- Wilhelm Heinrich Georg August Otto Maurer (* 13. August 1895 in Heidelberg) wurde Arzt in Kreischa und Doktor der Medizin, verheiratete am 6. August 1928 mit Dina Alice Anneliese Grade (* 25. April 1903 in Königsberg/Preußen) die Tochter des Majors in Berlin Wilhelm Grade (* 14. Juli 1875 in Köslin/Pommern) und seiner Frau Alice Hauptmann (* 16. Juni 1881 in Berlin)
- Elisabeth Marie Sidonie Maurer (* 28. Februar 1897 in Heidelberg) verheiratet  am 21. Mai 1920 mit dem außerordentlichen Professor der Medizin Hermann Gustav Runge
- Kurt Julius Maurer (* 13. Januar 1900 in Heidelberg) wurde Chemiker, verheiratet am 15. September 1928 mit Elisabeth Anna Eva Geffcken (* 28. November 1902 in München)
- Helmut Otto Maurer (* 14. September 1903 in Jena)

## Schriften (Auswahl)
- Ein Beitrag zur Kenntniss der Pseudobranchien der Knochenfische. Leipzig 1883.
- Schilddrüse und Thymus der Teleostier. Leipzig 1885.
- Schilddrüse, Thymus und Kiemenreste der Amphibien. Leipzig 1887.
- Die Kiemen und ihre Gefäße bei Anuren und urodelen Amphibien und die Umbildungen der beiden ersten Arterienbogen bei Teleostiern. Leipzig 1888.
- Die erste Anlage der Milz und das erste Auftreten von lymphatischen Zellen bei Amphibien. Leipzig 1890.
- Der Aufbau und die Entwicklung der ventralen Rumpfmuskulatur bei den urodelen Amphibien und deren Beziehung zu den gleichen Muskeln der Selachier und Teleostier. Leipzig 1891.
- Die Entwicklung des Bindegewebes bei Siredon pisciformis und die Herkunft des Bindegewebes im Muskel. Leipzig 1891.
- Haut-Sinnesorgane, Feder- und Haaranlagen, und deren gegenseitige Beziehungen. Leipzig 1892.
- Zur Phylogenie der Säugethierhaare. Leipzig 1893.
- Zur Frage von den Beziehungen der Haare der Säugethiere zu den Hautsinnesorganen niederer Wirbelthiere. Leipzig 1893.
- Die Elemente der Rumpfmuskulatur bei Cyclostomen und höheren Wirbelthieren. Ein Beitrag zur Phylogenie der quergestreiften Muskelfaser. Leipzig 1894.
- Die ventrale Rumpfmuskulatur der anuren Amphibien. Leipzig 1894.
- Die Epidermis und ihre Abkömmlinge. Leipzig 1895.
- Die ventrale Rumpfmuskulatur einiger Reptilien. Leipzig 1896.
- Das Integument eines Embryo von Ursus Arctos. Ein Beitrag zur Frage der Haare und Hautdrüsen bei Säugetieren. In: Denkschriften der Medizinisch-Naturwissenschaftlichen Gesellschaft zu Jena, 11, (= Festschrift zum siebzigsten Geburtstage von Ernst Haeckel, Herausgegeben von seinen Schülern und Freunden), Fischer, Jena 1904, S. 507–538 (Digitalisat)
- Untersuchungen zur vergleichenden Muskellehre der Wirbeltiere. Jena 1905.
- Grundzüge der vergleichenden Gewebelehre. Leipzig 1915.
- Die Beurteilung des biologischen Naturgeschehens und die Bedeutung der vergleichenden Morphologie. Jena 1917.
- Der menschliche Körper, sein Aufbau und seine Tätigkeit. Berlin 1923.
- Das Gehirn Ernst Haeckels. Jena 1924.
- Der Mensch und seine Ahnen. Das Werden des Menschen im Lichte der Naturforschung. Paderborn 1928, Nachdruck 2012.
- Ein menschliches, operativ entferntes Abortivei aus der dritten Woche. In: Jenaische Zeitschrift für Naturwissenschaft. Bd. 64. Jena 1930, S. 197–218.
- Aus der Geschichte der Universität Jena. Berlin 1933.